# Ванівський Михайло Михайлович
Михайло Михайлович Ванівський — голова Львівської обласної спілки споживчих товариств. Депутат Львівської обласної ради (2002—2006).
Закінчив Львівський торговельно-економічний інститут.
Нагороджений орденом «За заслуги» ІІІ ступеня (2009).